# Образцова, Екатерина Михайловна
Екатерина Михайловна Образцова (род. 19 мая 1955, Москва) — советский и российский театральный режиссёр и актриса, режиссёр-мультипликатор. Заслуженная артистка Российской Федерации (2006). Внучка режиссёра театра кукол Сергея Образцова.

## Биография
Родилась в Москве 19 мая 1955 года в творческой семье. Дед по материнской линии — великий кукольник Сергей Образцов, прадед — выдающийся советский учёный, строитель железных дорог академик Владимир Николаевич Образцов. Отец Михаил Васильевич Артемьев, работал главным художником Московского театра кукол. Мать, Наталья Образцова, была актрисой кукольного театра своего отца. Родители расстались, когда Екатерина Образцова была маленькой. При разводе решили, что фамилия девочке достанется от матери.
Детство Образцовой прошло в квартире прадеда Владимира Николаевича. До школы её часто снимали в телепередачах и фильмах. В школе планировала заняться археологией, ездила в Среднюю Азию на раскопки. К десятому классу это увлечение прошло, и она решила поступать в театральный.
В 1972 году поступила на режиссёрский факультет Театрального училища имени Б. В. Щукина, который окончила в 1978-м по специальности режиссёр-постановщик. В 1979—1982 гг. училась на Высших курсах сценаристов и режиссёров. Параллельно, с 1979 по 1983 г., работала актрисой в Центральном детском театре. С 1982 по 1995 г. — в театре «Сфера»; там сыграла немало главных ролей, среди которых Роза в «Маленьком принце», Мадам Чейз в «Гарольд и Мод», Невеста в «Свадьбе» М. Зощенко. Как театральный режиссёр Екатерина Образцова заявила о себе рядом спектаклей, поставленных на различных сценах страны: «Алладин и волшебная лампа» в новосибирском театре «Красный факел», «Мэри Поппинс» в ТЮЗе г. Горький, «Руслан и Людмила» в Московском театре кукол, «Клетка», «One-men-show», «Гамлет».
На киностудии «Союзмультфильм», где она проработала с 1985 по 1996 г., Образцова сняла несколько серий «Весёлой карусели», а также такие мультфильмы, как «Куплю привидение», «Страна слепых», «Кукушка», «Клетка». Всего ею было снято 12 анимационных фильмов в сотрудничестве с художниками Ю. Я. Исайкиным и В. П. Дудкиным. Также она поставила несколько анимационных сюжетов для телепрограммы «Политбюро».
С 1996 года работала режиссёром-постановщиком в Государственном академическом центральном театре кукол имени С. В. Образцова. Там она поставила целый ряд спектаклей. В 1999 году «Пиковая дама» А. С. Пушкина в её постановке была номинирована на Российскую национальную премию «Золотая Маска», а сама Образцова получила премию «Хрустальный цилиндр» за создание лучшего кукольного спектакля по произведениям А. С. Пушкина. Работник ГАЦТК. В сотрудничестве с главным художником театра С. А. Алимовым поставила спектакли «Пиковая дама» А. С. Пушкина, «Великий пересмешник» (по мотивам книги С. В. Образцова «По ступенькам памяти»), «Ночь перед Рождеством» Н. В. Гоголя, «Путешествия Гулливера» Дж. Свифта, «Три поросёнка» С. В. Михалкова, «Дон Кихот» М. Сервантеса и др. С 2001 года президент Фонда сохранения наследия С. В. Образцова.

## Награды и звания
- Медаль ордена «За заслуги перед Отечеством» II степени (10 сентября 2017 года) — за большой вклад в развитие отечественной культуры и искусства, средств массовой информации, многолетнюю плодотворную деятельность[2][3].
- Заслуженная артистка Российской Федерации (1 августа 2006 года) — за заслуги в области искусства[4].
- Заслуженная артистка Республики Северная Осетия — Алания (2015).
- Премия Правительства Российской Федерации в области культуры (26 декабря 2023 года) — за постановку спектакля «Я — Сергей Образцов»[5].
- I Пушкинская премия Министерства культуры и телевидения «России первая любовь» за постановку спектакля «Пиковая дама» (1999).

## Избранная[кем?]фильмография

### Мультфильмы
Режиссёр
- 1985 — «Кукушка»[6]
- 1986 — «Как потерять вес»
- 1987 — «Пока я не вернусь...»
- 1988 — «Весёлая карусель» № 19. «Качели»
- 1989 — «Клетка»
- 1990 — «От дождя до дождя»
- 1992 — «Куплю привидение»
- 1995 — «Страна слепых»

Сценарист
- «Страна слепых» (1995)

### Сюжеты из киножурнала «Фитиль»
Режиссёр
- 1988 — «Глухая защита» («Фитиль», вып. 319)
- 1991 — «Прогрессивный столбняк» («Фитиль», вып. 344)